# Davit Niniashvili
Davit Niniashvili (Georgia, 14 de julio de 2002) es un jugador profesional georgiano de rugby que se desempeña en la posición de fullback en Lyon Olympique, equipo perteneciente a la liga Top 14.

## Carrera
Comenzó su carrera deportiva con el equipo Khvamli Rugby, en el cual jugó una temporada (2020-2021), después pasó a Lyon Olympique, donde lleva jugando tres temporadas.